# Мауританска огија
Мауританска огија је званична валута у Мауританији. Скраћеница тј. симбол за огију је UM а међународни код MRO. Огију издаје Централна банка Мауританије. У 2007. години инфлација је износила 7,3%. Једна огија се састоји од 5 хумса. Уз малгашки аријари једина недецимална валута на свету.
Постоје новчанице у износима 100, 200, 500, 1000, 2000 и 5000 огија и кованице у износима од 1 хумса као и 1, 5, 10, 20 и 50 огија.